# Václav Trnka (lékař)

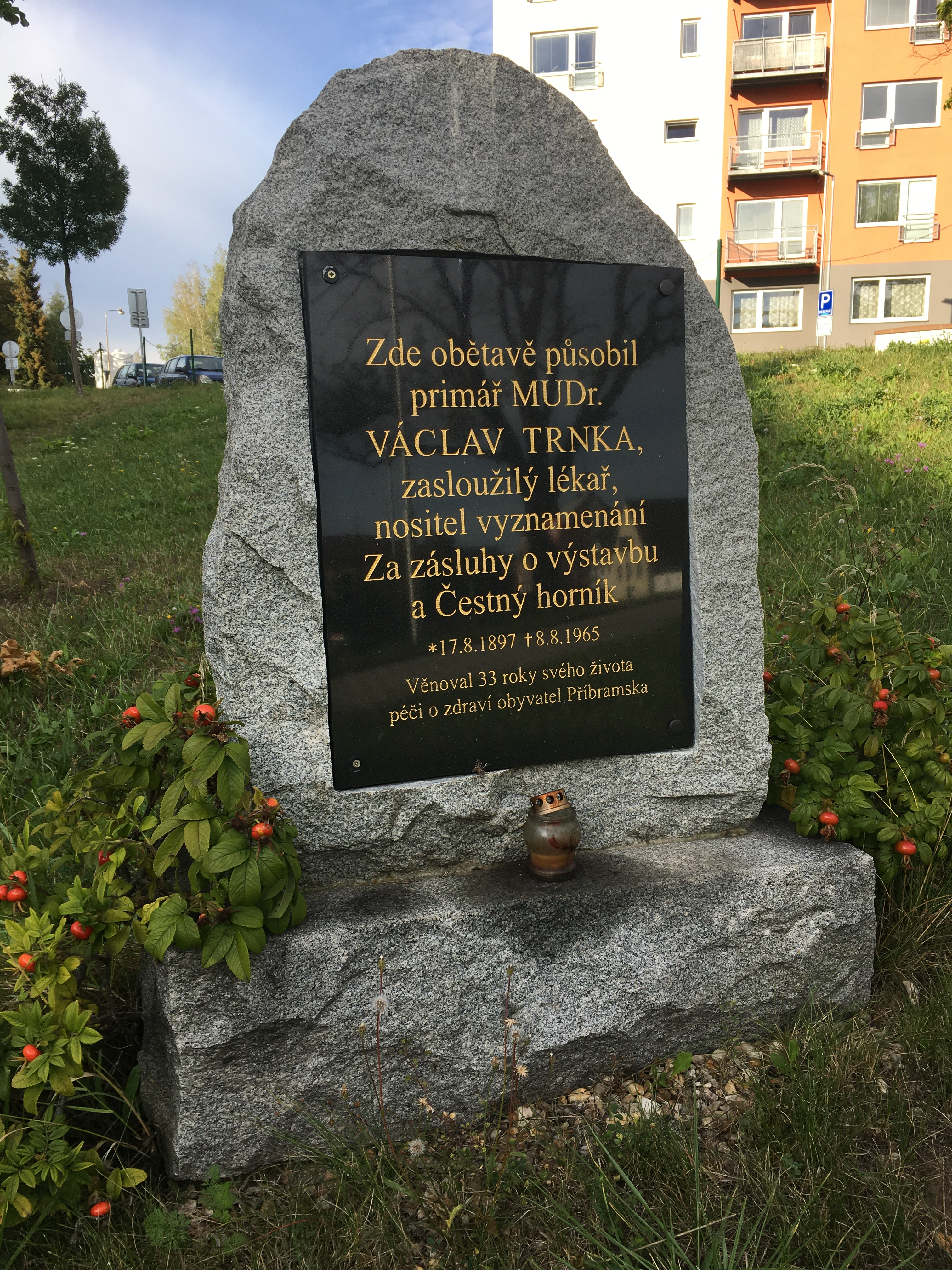
Nový pomník před nemocnicí v Příbrami

Václav Trnka (17. srpna 1897 Jarov u Berouna – 8. srpna 1965 Vinohradská nemocnice) byl český chirurg, první primář a ředitel oblastní nemocnice Příbram a Čestný horník.
Vystudoval reálné gymnázium v Berouně a po tříletém pobytu na frontě 1. světové války na straně rakousko-uherské armády absolvoval v nově vzniklé Československé republice v letech 1919–1923 Lékařskou fakultu Univerzity Karlovy v Praze. Po praxi u profesora Kukuly působil od roku 1925 na I. chirurgické klinice u profesora Jiráska, od roku 1929 jako asistent kliniky, a v letech 1928–1930 zastupoval i primáře Okresní nemocnice ve Slaném. Na vojenském cvičení v roce 1931 jako důstojník v záloze zdravotnické služby čs. armády zastupoval šéfa chirurgického oddělení Divizní vojenské nemocnice v Košicích. V Příbramské nemocnici působil jako primář v letech 1932–1965 (vystřídal jej MUDr. Lisický), v tuto dobu se v nemocnici dostavělo nejvíce budov včetně současné budovy D, pozvedl její léčebnou i odbornou úroveň, zasloužil se o rozvoj chirurgie.
Pedagogicky působil na Vysoké škole báňské v Příbrami, na průmyslové škole a zejména na Střední zdravotnické škole v Příbrami. Byl také autorem mnoha vědeckých článků.
Během 2. světové války poskytoval léky příbramskému odboji. Vážil si práce řádových sester a po roce 1945 vystoupil velice kriticky a odmítavě proti návrhu tehdejšího Okresního národního výboru v Příbrami, na rozvázání pracovní smlouvy s řeholnicemi, které působily v příbramské nemocnici až do akce K v roce 1950.

## Ocenění
- Zasloužilý lékař
- nositel vyznamenání Za zásluhy o výstavbu
- Čestný horník

## Památka
Na trávníku před oblastní nemocnicí v Příbrami má od roku 2012 nový pomník, odhalení se účastnil také tehdejší hejtman MUDr. David Rath. Původní pomník stával v prostoru nových budov C a F zprovozněných v roce 2010, tehdy byl pomník přenesen a uskladněn, ale pro špatný technický stav již nebyl použitý. Je po něm pojmenována ulice Primáře Václava Trnky, kde je parkoviště mezi nemocnicí a Městským hřbitovem.

## Dílo
- Trnka V.: Vzpomínka na vzácného lékaře Dr.Richarda Fibicha, in: Praktický lékař XXXVIII/1958, str. 1051–1052.